# NGC 1171
NGC 1171 is een spiraalvormig sterrenstelsel in het sterrenbeeld Perseus. Het hemelobject werd op 4 december 1880 ontdekt door de Franse astronoom Édouard Jean-Marie Stephan.

## Synoniemen
- PGC 11552
- UGC 2510
- MCG 7-7-18
- ZWG 540.31
- IRAS03006+4312